# Коммунистическая партия Эквадора
Коммунистическая партия Эквадора (исп. Partido Comunista del Ecuador) — эквадорская левая политическая партия. Вокруг КПЭ существовали следующие массовые организации: Конфедерация трудящихся Эквадора, Федерация университетских студентов, Федерация эквадорских индейцев, Федерация сельскохозяйственных рабочих побережья, Коммунистическая молодёжь Эквадора.

## История
Она была основана в 1925 как Социалистическая партия на базе группы «Коммунистическая секция пропаганды и действия имени Ленина» и других марксистских кружков. Её главным вдохновителем и идеологом был мексиканский историк-марксист Рафаэль Рамос Педруэса, а первым лидером — Рикардо Паредес Ромеро. На учредительном съезде в 1926 году партия приняла решение о присоединении к Коминтерну. Со II съезда 1931 года партия стала называться Коммунистической партией Эквадора.
Партия приобретает все большее значение в эквадорской политике (в том числе благодаря участию в восстании, свергнувшем президента Арройо дель Рио) и достигла своего апогея на выборах 1944 года, выиграв 15 из 85 мест в Учредительном собрании, что дало ей возможность возглавить министерство образования и существенно повлиять на разработку конституции 1945 года. Первой женщиной-депутатом парламента в истории Эквадора стала представительница партии — писательница Нела Мартинес.
В 1946 году КПЭ была запрещена и легализована при президентстве Гало Пласа Лассо. В июле 1963 года, после совершившегося в Эквадоре военного переворота, Коммунистическая партия вновь была объявлена вне закона; её руководители и активисты преследовались, некоторые из них погибли. В марте 1966 года, после свержения диктатуры, партия явочным порядком вышла из подполья.
В результате советско-китайского разрыва в 1964 году из КПЭ вышла группа молодых маоистов во главе с Рафаэлем Эчеверриа, принявших наименование Марксистско-ленинская коммунистическая партия Эквадора.
Во всеобщих и президентских выборах 1979 года эквадорские коммунисты участвовали в составе Широкого левого фронта — объединения Национально-демократического союза, Социалистической революционной партии, Революционного движения левых христиан, Движения за единство левых и Движения за второе освобождение. Фронт получил лишь одно место, но в 1986 году улучшил свой показатель до 13 депутатов.

## Текущее положение
В настоящее время партия активно работает в профсоюзной среде. Входила в правящую коалицию («Объединённый фронт», Frente UNIDOS), поддерживавшую правительство Альянса ПАИС при Рафаэле Корреа. В 2012 году от неё откололась Эквадорская коммунистическая партия.

## Руководители партии

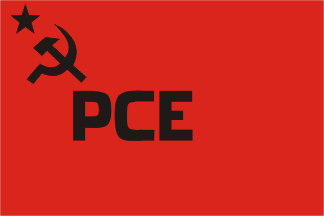
Флаг КПЭ

Генеральные секретари:
- Рикардо Паредес (1931—1952)
- Педро Саад (1952—1981)
- Рене Може Москера (1981-?)
- Густаво Итурральде
- Уинстон Аларкон